# Formica coloradensis
Formica coloradensis är en myrart som beskrevs av William Steel Creighton 1940. Formica coloradensis ingår i släktet Formica och familjen myror. Inga underarter finns listade i Catalogue of Life.

## Bildgalleri

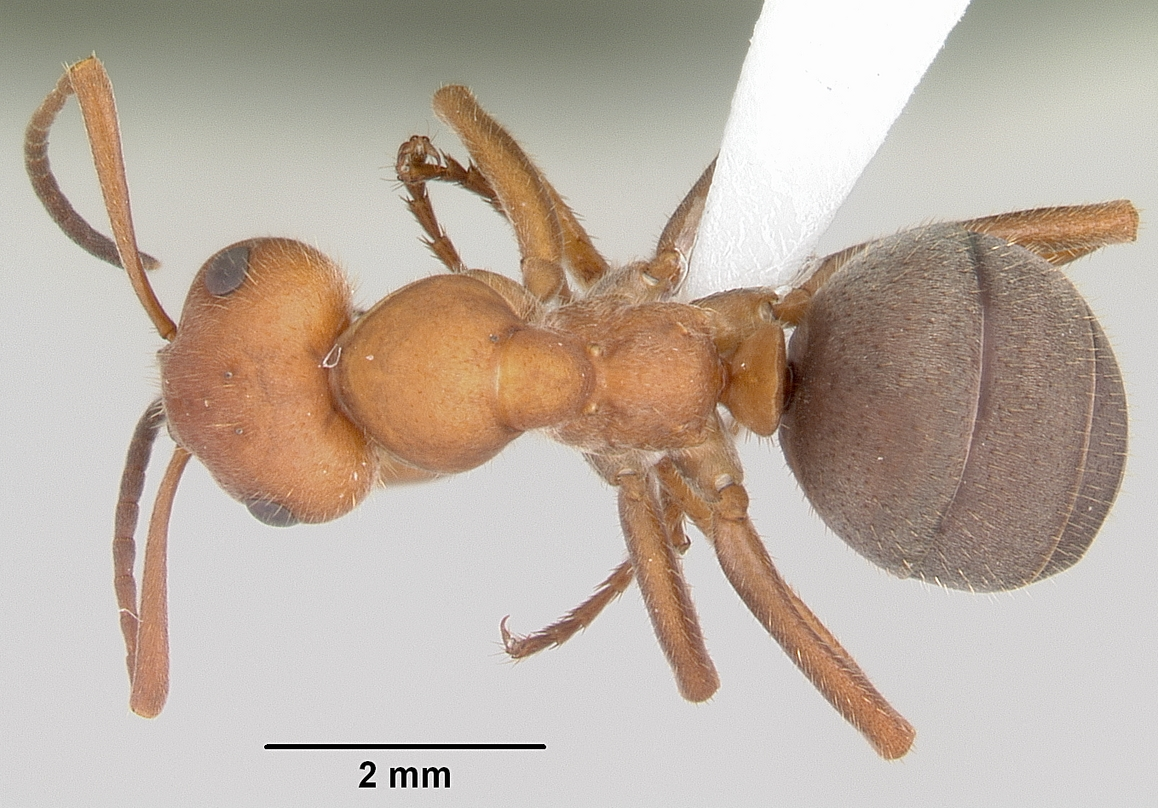
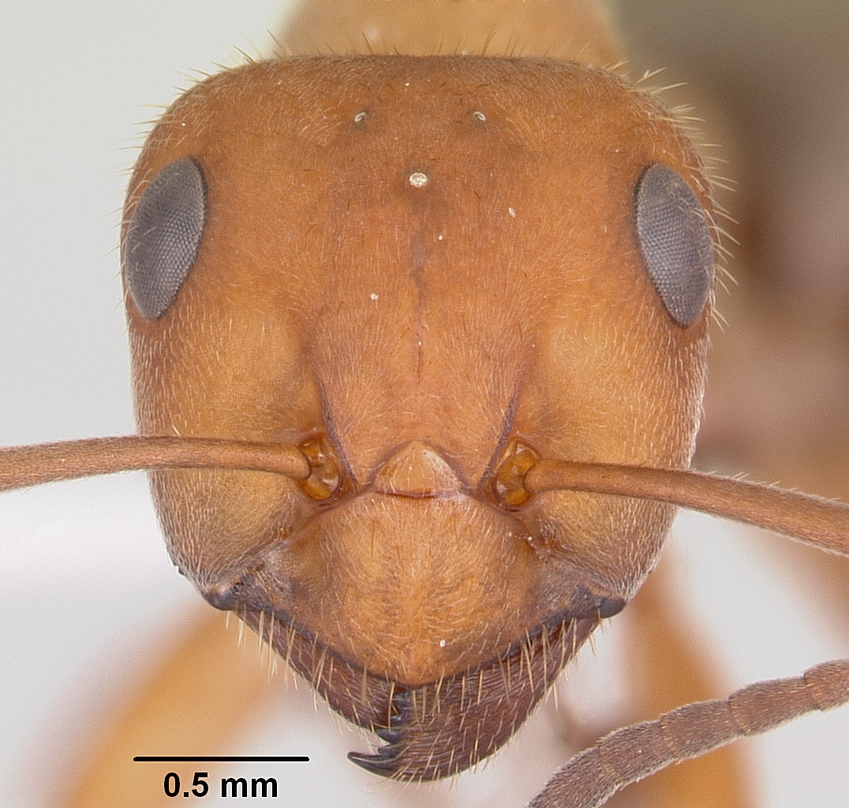
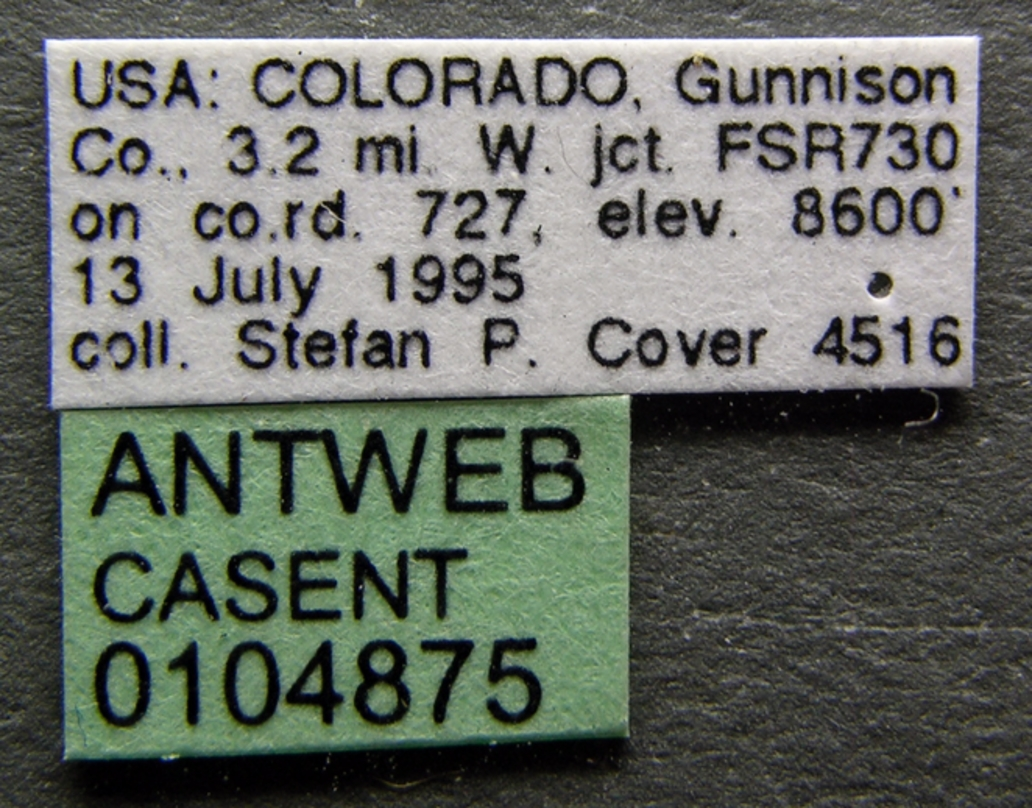
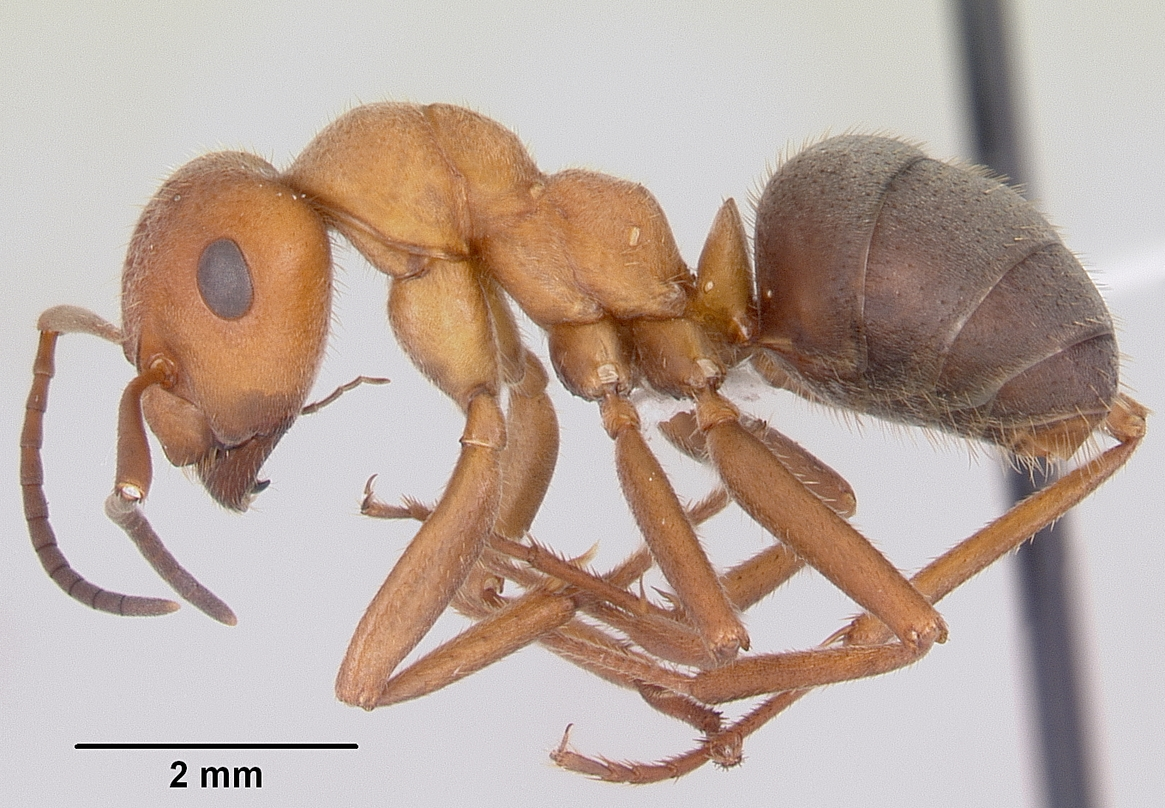